# Salve (okręt)
„Salve” – nazwa noszona na przestrzeni dziejów przez kilka okrętów Marine nationale:
- „Salve” – kanonierka typu Tempête z lat 50. XIX wieku[1][2]
- „Salve” – kanonierka torpedowa typu Bombe z lat 80. XIX wieku[3][4]